# Casa Granell (carrer de Balmes)
La Casa Granell és un edifici modernista situat al carrer de Balmes, 65 de Barcelona, catalogat com a bé cultural d'interès local.

## Història
Va ser projectat el 1906 per l'arquitecte Jeroni Ferran Granell i Manresa per a ell mateix.

## Descripció
Consta de planta baixa, principal i quatre pisos més. L'element que crida immediatament l'atenció és la gran tribuna central de fusta i vidre emplomat, el cos de la qual engloba els pisos principal, primer i segon. Està sustentada sobre dues mènsules amb motllures ondulades que flanquegen la porta d'entrada; a ambdós laterals de la mateixa hi ha dues obertures destinades a comerços. La façana, de composició simètrica, compta totalment amb esgrafiats florals de color blanc sobre arrebossat de color crema. Cada balcó té baranes de forja amb formes sinuoses que representen fulles, flors i tiges; a més, a les seves lleixes hi ha relleus esculpits, tots ells d'idèntica composició: al centre hi figura un bust femení amb cabells ondulants, el qual és acompanyat a banda i banda per dos relleus d'elements florals entrellaçats i encabits dins d'unes motllures curvilínies. L'edifici està coronat per una cornisa de formes serpentejants.
Als murs del vestíbul hi ha uns arrambadors de ceràmica mixts de temàtica floral en verd, vermell i marró. Hi ha dos tipus de teules diferents: unes quadrades i de menors dimensions en color verd, que integren una flor vermella a l'interior, i unes rectangulars enterament de color marró, amb dues fulles separades entre si per una línia ondulant. L'arrambador està acompanyat, en la part superior, d'uns esgrafiats de flors, motiu que fa conjunt amb els presents als marcs de les portes, en els mateixos tons vermellosos i verdosos.